# 알폰소 2세 데스테
알폰소 2세 데스테(이탈리아어: Alfonso II d'Este,, 1533년 11월 22일 - 1598년 10월 27일)는 1559년부터 1597년까지의 페라라 공작이다. 그는 에스테 가문 출신이다.

## 생애
그는 에르콜레 2세 데스테와 루이 12세 그리고 안 드 브르타뉴의 딸인 르네 드 프랑스 사이에서 태어난 장남이자 페라라의 15대이자 마지막 공작이었다.
젊은 시절 그는 합스부르크 가문을 상대로 앙리 2세의 휘하에서 싸웠다. 곧 그의 계승이 이뤄진 후, 그는 교황 비오 4세에 의해 칼뱅주의 신념을 지니고 있던 그의 어머니를 프랑스로 억지로 돌려보내야 했다. 1570년 페라라 지진이 그의 통치 시기에 발생했다. 1583년 그는 헝가리에서 튀르크에 맞서는 전쟁에서 신성 로마 제국 황제 루돌프 2세와 동맹을 맺었다.

## 혼인
그는 세 차례 혼인을 하였다.
- 1558년 7월 3일, 알폰소는 토스카나 대공 코시모 1세 데 메디치와 레오노르 데 톨레도 사이에 태어난 딸 루크레치아 디 코시모 데 메디치(1545년 2월 14일 – 1561년 4월 21일)과 첫 번째 혼인을 하였다. 그녀는 2년만에 독살로 의심되는 사망을 하였으며, 그럼에도 오늘날에는 결핵으로 추정한다.[2]
- 1565년 12월 5일, 알폰소는 신성 로마 제국 황제 페르디난트 1세와 보헤미아와 헝가리의 안나의 8번째 딸인 오스트리아의 바르바라 (1539년 4월 30일 - 1572년 9월 19일)와 두 번째 혼인을 했다.
- 1579년 2월 24일, 알폰소는 마르게리타 곤차가(1564년 5월 27일 - 1618년 1월 6일)와 세 번째 혼인을 했다. 그녀는 굴리엘모 1세 곤차가와 엘레오노레 폰 합스부르크의 장녀이다. 마르게리타는 그의 두 번째 부인이었던 바르바라의 조카이기도 하다.

그는 적출 또는 서출이든 알려진 자식은 없다.

## 계승
합법적 계승은 1598년 그를 마지막으로 단절되고 말았다. 신성 로마 제국 황제 루돌프 2세는 방계 가문이었던 그의 친척 체사레 데스테를 후계자로 인정하였으며, 그는 계속하여 제국의 공국들을 다스렸고 가문의 이름을 유지했다. 하지만 이 계승은 황제만이 인정한 것이지 교황은 아니었다. 1589년 페라라는 교황 클레멘스 8세에 의해 불확실한 합법성의 문제로 교황령에 합병되었다. 알폰소의 죽음 결과로, 체사레 데스테와 그의 가문들은 페라라를 떠나야만 했고 정부 통제력도 교황 특사에게 넘어갔다.

## 예술과 과학의 후원자
알폰소 2세는 페라라의 영광을 최대치까지 키웠으며, 과학과 예술을 지지하던 토르콰토 타소, 조반니 바티스타 과리니, 체사레 크레모니니의 후원가였다. 이탈리아어를 자유롭게 할뿐만이 아니라 그는 라틴어와 프랑스어도 유창했다. 루차스코 루차스키는 그의 궁정에서 오르간 연주자로 일했었다.
추가로 그는 이탈리아 전역으로 퍼져나간 콘체르토 델레 돈네의 후원자이기도 하였다. 그는 또한 1570년으로 피해를 입은 에스텐세 성을 복원시켰다.